# ГЕС Паллівасал
ГЕС Паллівасал — гідроелектростанція на півдні Індії у штаті Керала. Знаходячись перед ГЕС Сенгулам, становить верхній ступінь (якщо не враховувати малої ГЕС Мадупатті з потужністю 2 МВт) в каскаді на річці Muthirapuzha, правій притоці Періяр (дренує західний схил Західних Гатів та впадає в Лаккадівське море дещо на північ від столиці штату міста Кочі).
ГЕС Паллівасал стала першою станцією на території майбутнього штату Керала. В 1940—1942 роках тут ввели в експлуатацію три гідроагрегати потужністю по 4,5 МВт, ресурс для яких відбирали із Muthirapuzha за допомогою невисокої греблі Ramaswamy Iyer Head Works. Остання спрямовує його у створену на правобережжі річки трасу деривації, що включає тунель довжиною біля 3,5 км, за яким починається прокладена по схилу гори ділянка напірних водоводів довжиною понад 2 км.

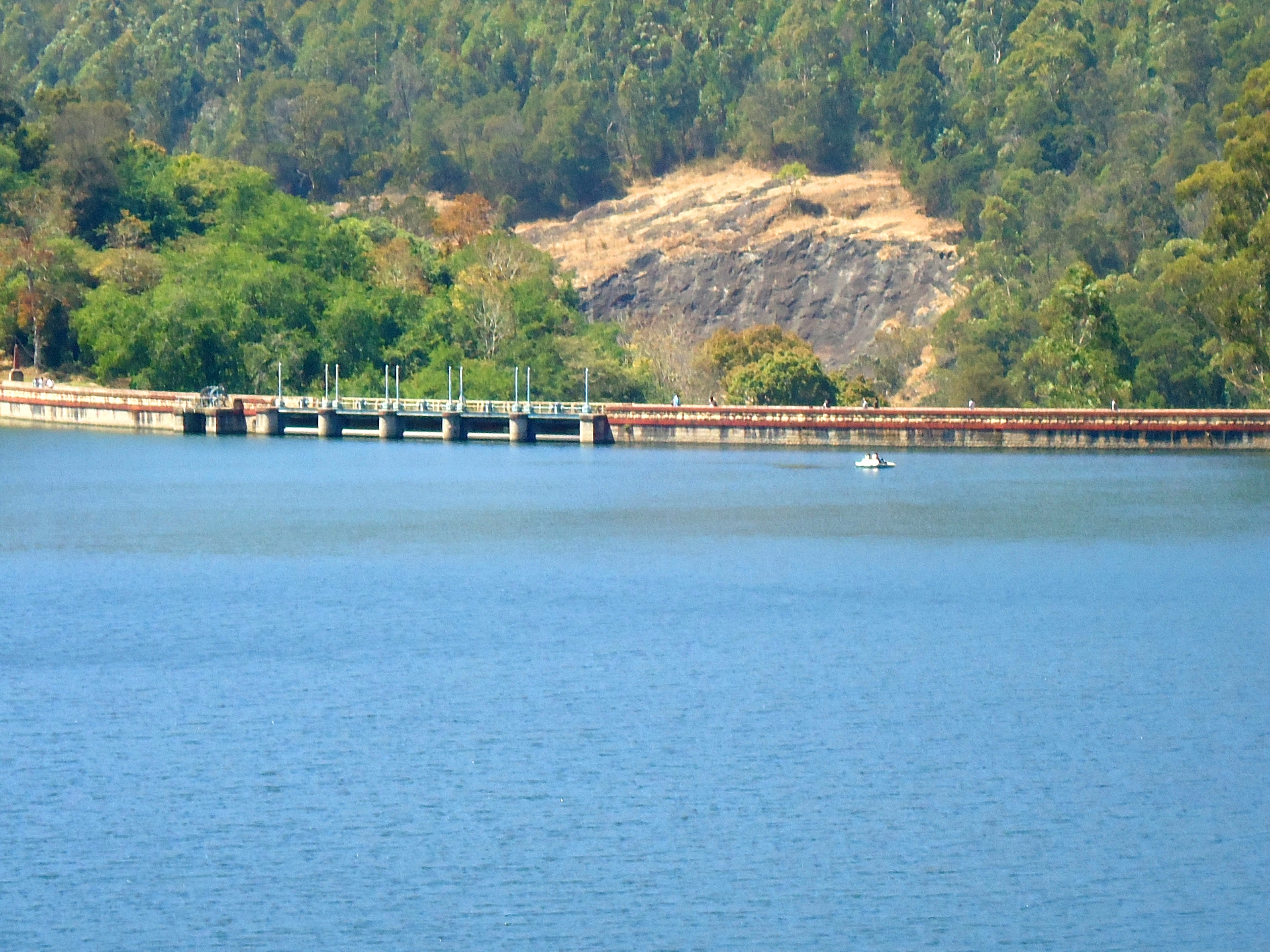
Водосховище та гребля Кундала

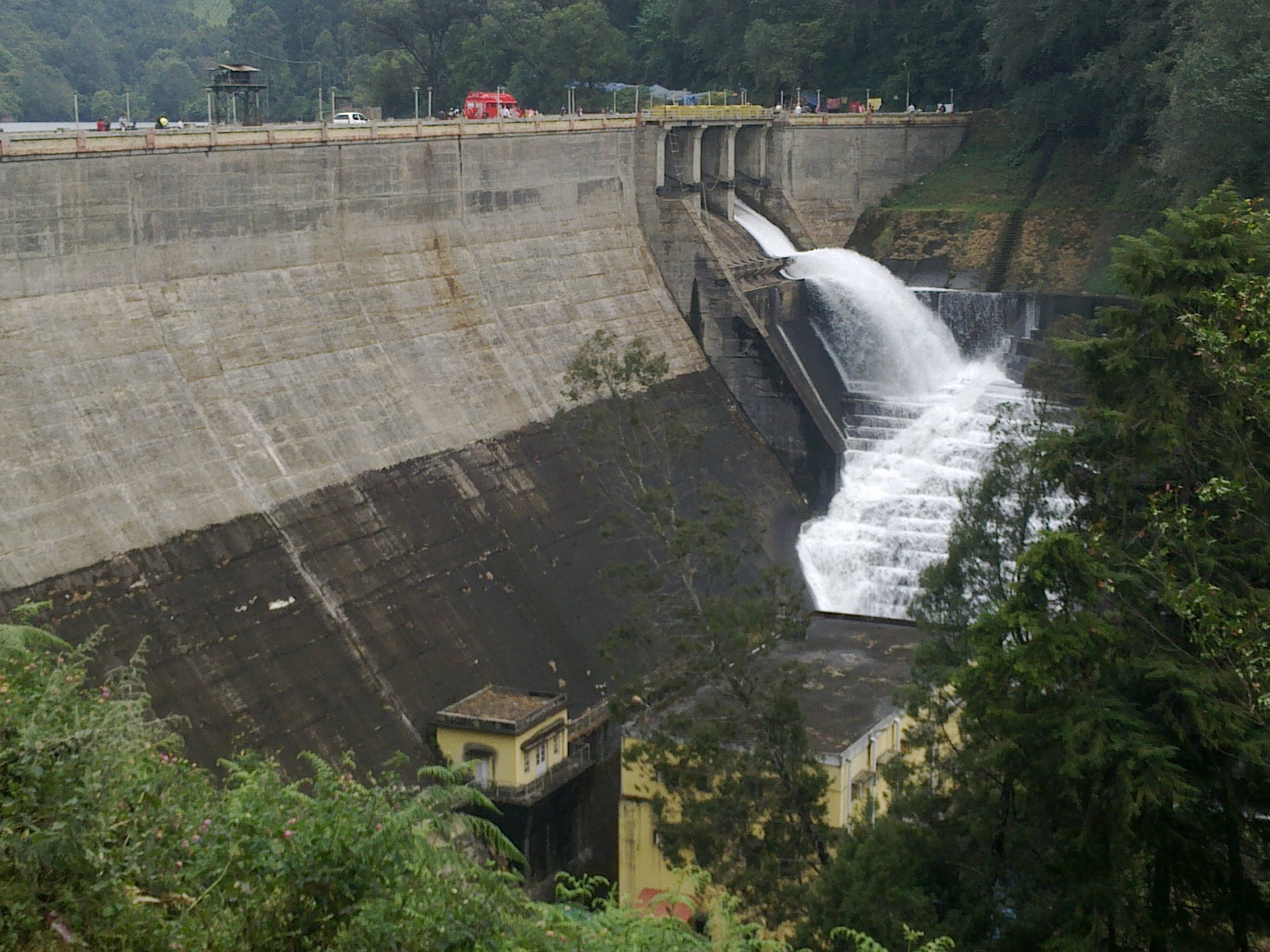
Гребля Мадупетті

В 1947 році для оптимізації роботи станції вище по течії річки спорудили комбіновану (земляна/мурована) греблю Кундала (Setuparavituram) висотою 47 метрів та довжиною 259 метрів, яка потребувала 54 тис. м3 матеріалу. Вона утримує сховище з корисним об'ємом 7,8 млн м3, в якому можливе коливання рівня поверхні в операційному режимі між позначками 1736 та 1759 метрів НРМ. Це дозволило в 1948—1951 ввести в експлуатацію другу чергу з трьох гідроагрегатів потужністю по 7,5 МВт, крім того, агрегати першої черги підсилили до 5 МВт кожен. А в 1957-му між двома вже діючими звели третю греблю Мадупетті, котра стала першою бетонною греблею в країні (у Індії традиційно вельми поширене будівництво мурованих гідротехнічних споруд). Вона має висоту 85 метрів, довжину 238 метрів та потребувала 155 тис. м3 матеріалу. При цьому утворилось сховище з корисним об'ємом 55,4 млн м3, в якому можливе коливання рівня поверхні в операційному режимі між позначками 1554 та 1600 метрів НРМ.
Встановлені на станції гідроагрегати обладнані турбінами типу Пелтон, які при напорі від 550 до 604 метрів (номінальний напір 572 метрів) забезпечують виробництво 284 млн кВт-год електроенергії на рік.
Первісно відпрацьована вода скидалась назад до Muthirapuzha, неподалік від правого берега якої розташований машинний зал. Проте після запуску в середині 1950-х років наступної ГЕС Сенгулам вона подається через дериваційну систему до сховища Сенгулам, при цьому доводиться провадити підпомпування.
Продукція видається до мережі по ЛЕП, розрахованих на роботу під напругою 66 кВ.
У другій половині 2000-х років розпочали проєкт розширення станції, який мав на меті збільшення її потужності з 37,5 до 97,5 МВт. За первісним планом роботи бажали завершити у 2011-му, але проєкт стикнувся з проблемами, зокрема внаслідок двох обвалів на новому тунелі у 2008 та 2011-му. За три роки після останнього роботи зупинились, при цьому ступінь завершення тунелю складав 84 %. Крім того, замовник не міг порозумітися з підрядниками відносно індексації вартості. Станом на березень 2018 року будівництво не мало суттєвого поступу.